# Anton Door

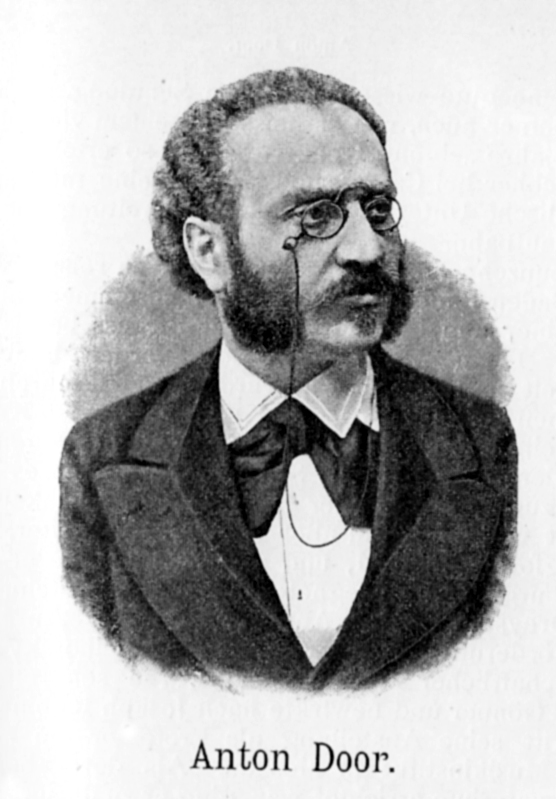
Anton Door

Anton Door (* 20. Juni 1833 in Wien; † 7. November 1919 ebenda) war ein österreichischer Konzertpianist.

## Leben und Wirken
Anton Door studierte bei Carl Czerny Klavier und wurde in der Theorie von Simon Sechter gelehrt. Ab 1850 unternahm er Konzertreisen, die ihn nach Italien und Deutschland führten. In Stockholm wurde er als Mitglied der königlichen Akademie berufen und zum Hofpianisten ernannt. Danach lehrte er ein Jahrzehnt am Moskauer Konservatorium und wechselte 1868 nach Wien, wo er bis 1901 am Konservatorium der Gesellschaft der Musikfreunde unterrichtete. Hier fand er Eingang in den Freundeskreis von Johannes Brahms und setzte sich insbesondere für alte Musik ein. Hatte Door in jungen Jahren einige Erfolge als Solist verbuchen können, so gab er seine Solokarriere 1869 nach der Berufung ans Wiener Konservatorium völlig auf. Er war als Lehrer weniger für inspirativen Charakter und Interpretationen bekannt, als für seine Schwerpunktsetzung auf Technik.
Seine Tochter war die Schauspielerin und Sängerin Jenny Door.
Seine Persönliche Erinnerungen an Johannes Brahms (in: "Die Musik", II Jg., Heft 15, Berlin, 1903) sind noch heute sehr interessant für die lebhafte Charakterisierung des großen Künstler als Musiker sowie als Mensch.